# Đường Đại Tây Dương

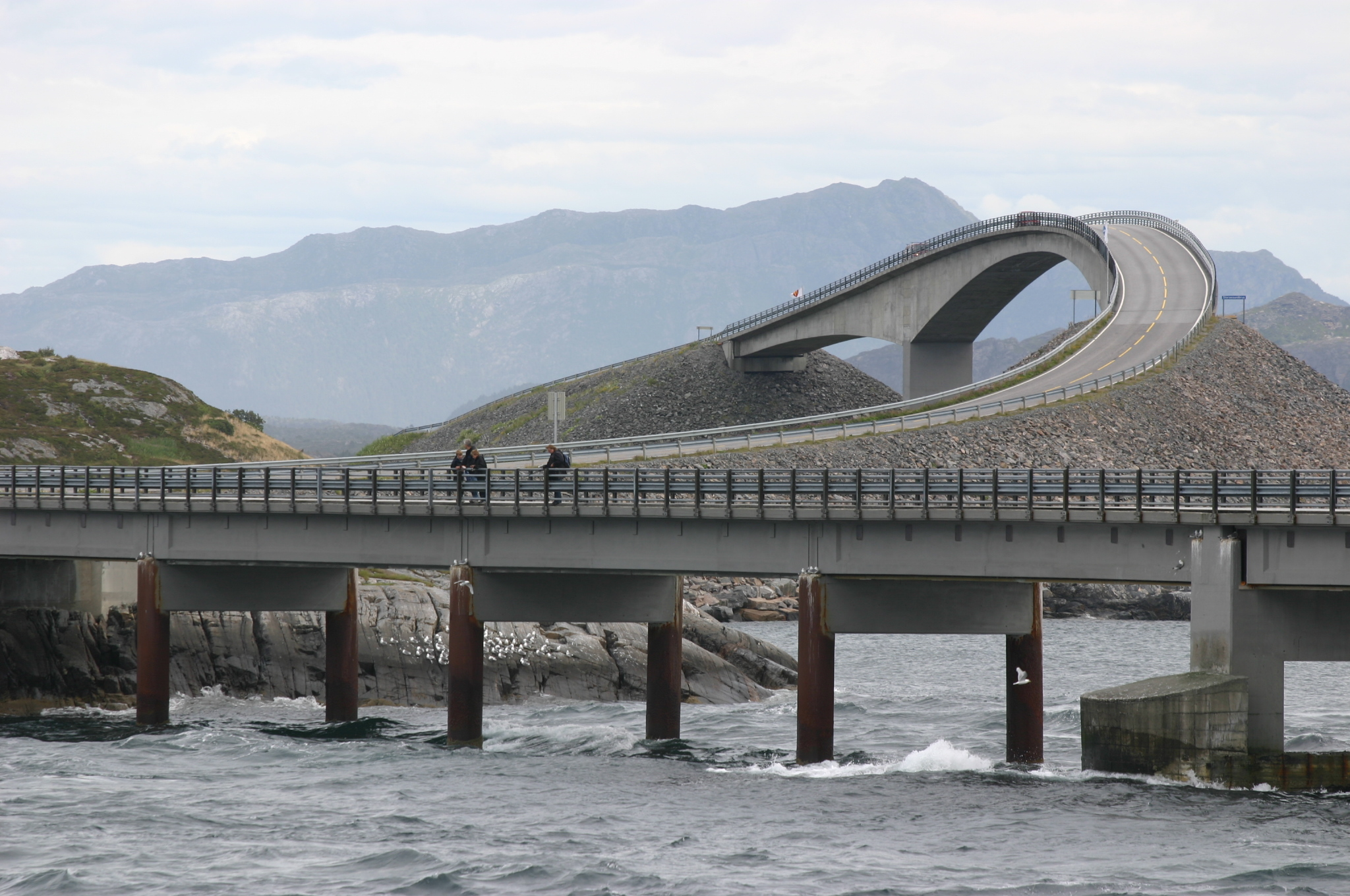
Các cầu Hulvågen và Storseisundet thuộc đường Đại Tây Dương.

Đường Đại Tây Dương hay Cung đường Đại Tây Dương (tiếng Na Uy: Atlanterhavsveien) là một cung đường dài 8,3 km (5,2 dặm) thuộc Hạt lộ 64, thuộc Averøy và Eide, hạt Møre og Romsdal, Na Uy. Tuyến đường này nối giao thông giữa bán đảo Romsdalshalvøya và phần đất liền thuộc Averøy, chạy qua một phần của quần đảo và bờ biển Hustadvika (thuộc Biển Na Uy) cùng một số ngôi làng như Kårvåg và Vevang. Con đường được xây bằng cách kết nối các đảo nhỏ và đá ngầm bằng các con đường đắp cao và 8 cầu cạn có độ cong khác nhau để chống chịu trước những cơn bão Đại Tây Dương, trong đó nổi bật hơn cả là cầu Storseisundet dài 260 mét.
Trong những năm đầu của thế kỷ 20, tuyến đường được đề xuất xây dựng để phục vụ cho đường sắt. Đây là một điều rất tuyệt vời nếu như có một tuyến đường xe lửa ngay trên biển, tuy nhiên kế hoạch này đã bị bỏ rơi. Cho đến năm 1970, dự án về một con đường mới chính thức được bắt đầu. Nó bắt đầu được xây dựng vào ngày 1 tháng 8 năm 1983 và gặp không ít những sự cố khi có tới 12 cơn bão cản trở công việc xây dựng. Và đến ngày 7 tháng 7 năm 1989, cung đường cũng đã hoàn thành và đưa vào sử dụng với tổng chi phí xây dựng là 122 triệu krone Na Uy (NOK), trong đó 75% là từ các khoản tài trợ công cộng, 25% còn lại sẽ được thu từ phí cầu đường tại đây. Kế hoạch thu phí được thực hiện trong vòng 15 năm, nhưng con đường đã được hoàn vốn và trả hết chỉ trong 10 năm, tức là vào tháng 6 năm 1999.
Con đường được bảo tồn như một Di sản văn hóa và được phân loại như một Tuyến đường Du lịch Quốc gia. Đây là một địa điểm phổ biến để quay quảng cáo ô tô, đã được tuyên bố là Cung đường tốt nhất thế giới và được vinh danh là "Công trình thế kỷ của Na Uy" vào năm 2005, trở thành một địa điểm du lịch nổi tiếng. Năm 2009, đường hầm Đại Tây Dương là một đường hầm dưới đáy biển chạy từ Averøy tới Kristiansund, cùng với đường Đại Tây Dương tạo thành một liên kết cố định thứ hai giữa hai đô thị Kristiansund và Molde.

## Mô tả
Cung đường này dài 8,274 km (5,141 dặm) thuộc Hạt lộ 64 của Na Uy, kết nối đảo và đô thị Averøy với phần đất liền thuộc Eide. Nó chạy qua quần đảo Hustadvika bằng cách kết nối các đảo, đá ngầm bằng các con đường đắp cao và cầu cạn. Con đường có chiều rộng 6,5 m (21 ft). Đường dẫn của 8 cây cầu có độ cong khác nhau có độ dốc tối đa không quá 8%, cùng với đó là 4 bậc thềm là những điểm dừng chân để nghỉ ngơi và ngắm nhìn khung cảnh thiên nhiên tuyệt đẹp. Một trong số những cảnh đẹp đáng ghi nhận là ở phía bên ngoài cùng của đê chắn sóng tại đoạn đường mang tên Askevagen, mang đến cho du khách một cái nhìn tổng thể về quần đảo, bờ biển và đại dương ở một góc 360 độ. Cùng với đoạn đường từ Vevang tới Bud, đây là một trong 18 tuyến đường Du lịch Quốc gia của Na Uy.

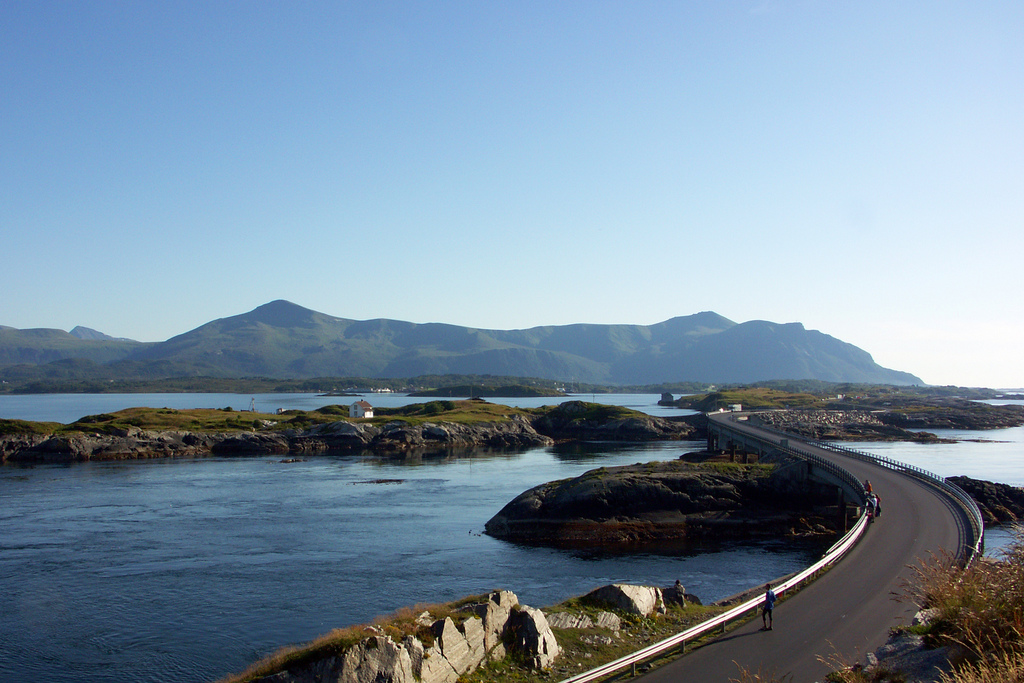
Các cây cầu Hulvågen.

Con đường bắt đầu từ Utheim thuộc Averøy, gần làng Kårvåg. Nó chạy qua đảo Kuholmen, nối liền với đảo Lille Lauvøy bởi cầu Lauvøysund dài 115 mét (377 ft). Sau đó con đường dẫn đến Store Lauvøy bởi cầu Lauvholmen dài 52 mét (171 ft). Tiếp theo, nó đi qua cầu Geitøysund tới Geitøya, tại đây có một điểm dừng chân cùng bãi đậu xe. Sau đó nó tiếp tục chạy qua Eldhusøya và Lyngholmen, trước khi đến Ildhusøya, có một nơi nghỉ ngơi, bãi đậu xe và một điểm quan sát. Tiếp theo là đến Storseisundet, một cây cầu đúc hẫng dài 260 mét (850 ft). Ranh giới giữa thành phố Eide và Averøy chạy dưới cầu. Sau đó nó chạy qua Flatskjæret, nơi có một điểm quan sát, trước khi đến Hulvågen qua ba cây cầu Hulvågen có tổng chiều dài là 293 mét (961 ft). Từ đó, con đường chạy qua Skarvøy và Strømsholmen, có điểm nghỉ ngơi và quan sát tại đây. Tuyến đường kết nối điểm cuối với đất liền bởi cây cầu Vevangstraumen dài 119 mét (390 ft).